# KuB 64K
Der Computerbausatz KuB 64K war ein vollständig kompatibler Nachbau des Heimcomputers Sinclair ZX Spectrum. Er wurde vom Berliner Zentralinstitut für Kybernetik und Informationsprozesse (ZKI) der Akademie der Wissenschaften  der DDR entwickelt. Der Rechner wurde im Zentrum für wissenschaftlichen Gerätebau in Liebenwalde gefertigt.

## Technik
Im 1 oder 2 KB großen ROM war lediglich ein Urlader enthalten, das Betriebssystem musste per Datenträger (Kompaktkassette) geladen werden. Eine Vergrößerung des ROMs auf 16 KB und anschließende Integration des Betriebssystems waren aber möglich. Mit einem Diskettenlaufwerk wurde er schließlich SCP-kompatibel (analog CP/M). Neben handelsüblichen Fernsehgeräten konnte er an den Monitor K7222 angeschlossen werden.
Er war wie der Spectral ausschließlich als Bausatz erhältlich und softwareseitig vollständig kompatibel zu seinem westlichen Vorbild.